# Cuevas del Negro
Cuevas del Negro es una localidad y pedanía española perteneciente al municipio de Benamaurel, en la provincia de Granada, comunidad autónoma de Andalucía. Se encuentra a una altitud de 680 m. y cuenta con una población de 30 habitantes (INE 2023).

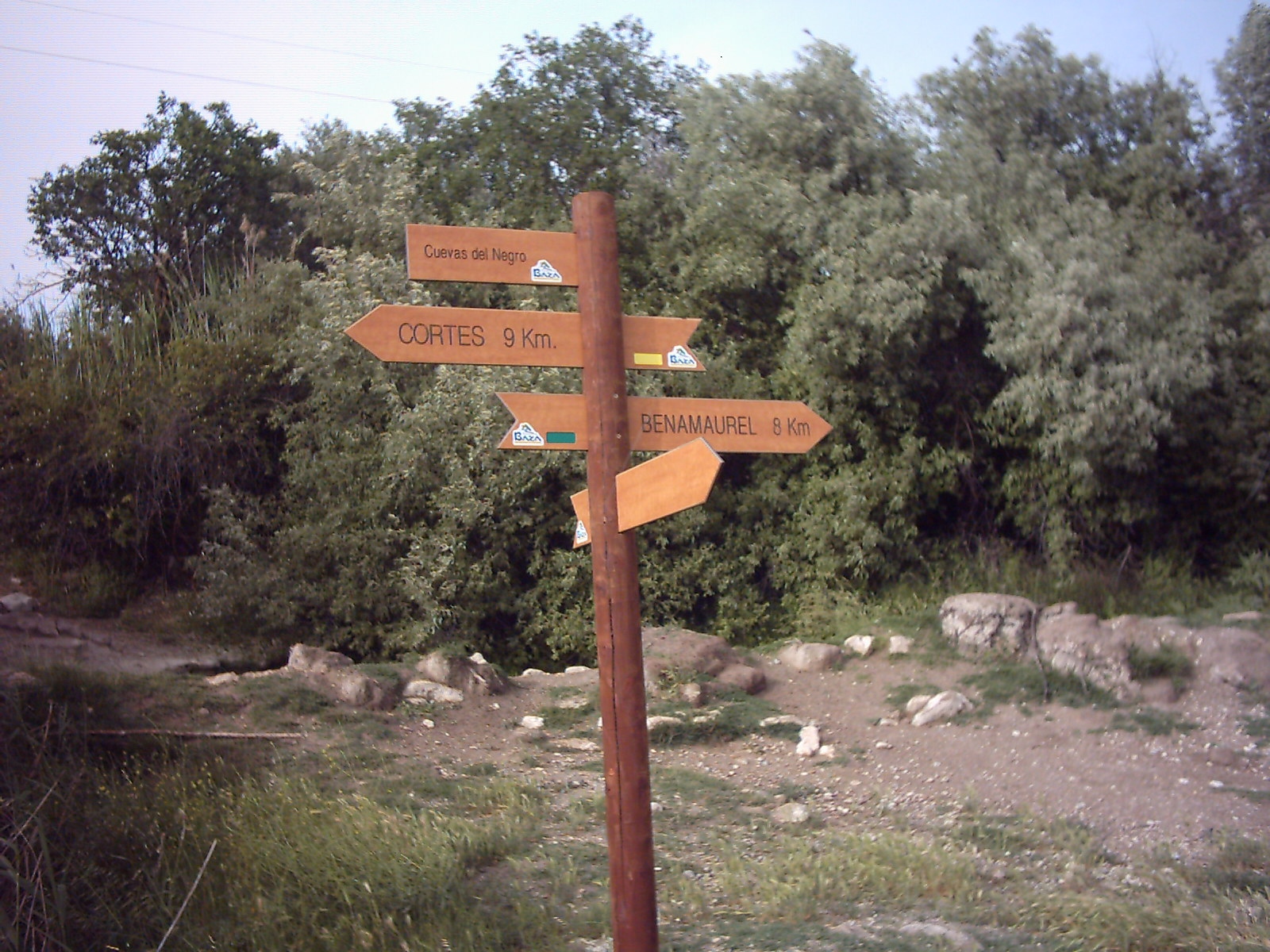
Señalización rural en Cuevas del Negro

Se encuentra situada a orillas del embalse del Negratín, en la confluencia de los ríos Castril y Guardal, en el límite entre los términos municipales de Benamaurel, Baza y Cortes de Baza. Como de su propio nombre se puede adivinar, la población habita en cuevas; habiéndose convertido éstas en los últimos años en un importante reclamo turístico. Se pueden realizar actividades como la pesca (tanto en el embalse como en los ríos anteriormente citados) o el senderismo (tanto por el sendero de Gran Recorrido GR-7 como por la amplia red de caminos rurales, convenientemente señalizada).
Cuevas del Negro cuenta con dos ermitas: una de ellas de dos plantas, en estado ruinoso, y otra de reciente construcción; y las fiestas locales se celebran a mediados de mayo, en honor a San Isidro.
- Datos: Q5794333